# Декадни петабит
Декадни петабит се користи као јединица мере података у рачунарству и износи 1000 декадних терабита. 